# Джексон, Винсент
Винсент Террелл Джексон (англ. Vincent Terrell Jackson; 14 января 1983, Колорадо-Спрингс, Колорадо — 15 февраля 2021, Брандон, Флорида) — профессиональный американский футболист, принимающий. В НФЛ выступал в составах клубов «Сан-Диего Чарджерс» и «Тампа-Бэй Бакканирс». Трижды входил в число участников Пробоула. На студенческом уровне играл за команду Северо-Колорадского университета, член его Зала спортивной славы. На драфте НФЛ 2005 года был выбран во втором раунде.

## Биография
Винсент Джексон родился 14 января 1983 года в городе Колорадо-Спрингс. Там же он окончил старшую школу Уайдфилд. У него было предложение спортивной стипендии от входящего в Лигу плюща Колумбийского университета, но он предпочёл продолжить образование в Колорадо. Джексон поступил в Северо-Колорадский университет. В составе его футбольной команды он играл принимающим и специалистом по возвратам, установил несколько рекордов университета. Два сезона он выступал за баскетбольную команду, был самым результативным её игроком. В 2011 году Джексон был избран в Зал спортивной славы университета.
На драфте НФЛ 2005 года Джексон был выбран клубом «Сан-Диего Чарджерс» во втором раунде под общим 61 номером, после чего подписал пятилетний контракт. В сезонах 2008 и 2009 годов он набирал на приёме не менее 1000 ярдов, во втором из них впервые в карьере вошёл в число участников Пробоула. После истечения соглашения Чарджерс вместо нового долгосрочного контракта предложили ему однолетнее соглашение на сумму 3,3 млн долларов. Джексон, которому не хватало одного сезона стажа для получения статуса неограниченно свободного агента, от подписания отказался. Бастуя, он пропустил первые семь матчей сезона 2010 года, а затем отбыл три игры дисквалификации. Только в заключительной части чемпионата «Чарджерс» включили Джексона в состав, чтобы тот мог засчитать сезон в стаж. Перед стартом сезона 2011 года клуб наложил на игрока франчайз-тег, по которому его годовая зарплата составила около 11 млн долларов. В играх чемпионата он снова набрал свыше 1000 ярдов на приёме и второй раз был выбран в число участников Пробоула. Всего в составе Чарджерс он провёл семь сезонов, набрав 4754 ярда с 37 тачдаунами.
В марте 2012 года Джексон подписал пятилетний контракт на сумму 55,55 млн долларов с клубом «Тампа-Бэй Бакканирс». В составе команды он провёл пять сезонов, набрав 4326 ярдов на приёме. В трёх из них он набирал более 1000 ярдов. По состоянию на 2018 год он был одним из трёх игроков в истории команды, набиравших более 1000 ярдов в двух сезонах подряд. В 2012 году Джексона в третий раз включили в число участников Пробоула. В последние два года действия контракта он провёл всего пятнадцать матчей, много пропустив из-за травм. В этот же период он основал благотворительный фондм, занимавшийся поддержкой детей из семей военнослужащих. Четырежды клуб номинировал Джексона на награду Человеку года имени Уолтера Пейтона, присуждаемую игрокам НФЛ за их общественную деятельность. В мае 2018 года он официально объявил о завершении карьеры.
Пятнадцатого февраля 2021 года Винсент Джексон был найден мёртвым в номере отеля в Брандоне. На момент смерти ему было 38 лет. В декабре 2021 года стало известно, что ему посмертно диагностировали хроническую травматическую энцефалопатию во второй стадии. Члены его семьи объявили, что мозг Джексона будет передан для исследований в Центр исследований ХТЭ в Бостонском университете. Судмедэксперт округа Хилсборо заявил, что непосредственной причиной смерти бывшего спортсмена стало хроническое употребление алкоголя: в отчёте о вскрытии указано, что Джексон страдал от алкогольной кардиомиопатии, стеатоза и фиброза печени, асцита, интоксикации этиловым спиртом и других признаков алкоголизма.

### Статистика выступлений в НФЛ
| Сезон | Команда             | Игры | Приём | Приём | Приём | Приём | Вынос | Вынос | Вынос | Вынос |
| Сезон | Команда             | Игры | Rec   | Yds   | Y/A   | TD    | Att   | Yds   | Y/A   | TD    |
| ----- | ------------------- | ---- | ----- | ----- | ----- | ----- | ----- | ----- | ----- | ----- |
| 2005  | Сан-Диего Чарджерс  | 8    | 3     | 59    | 19,7  | 0     | 0     | 0     | 0,0   | 0     |
| 2006  | Сан-Диего Чарджерс  | 16   | 27    | 453   | 16,8  | 6     | 3     | 16    | 5,3   | 0     |
| 2007  | Сан-Диего Чарджерс  | 16   | 41    | 623   | 15,2  | 3     | 0     | 0     | 0,0   | 0     |
| 2008  | Сан-Диего Чарджерс  | 16   | 59    | 1098  | 18,6  | 7     | 4     | 69    | 17,3  | 0     |
| 2009  | Сан-Диего Чарджерс  | 15   | 68    | 1167  | 17,2  | 9     | 3     | 11    | 3,7   | 0     |
| 2010  | Сан-Диего Чарджерс  | 5    | 14    | 248   | 17,7  | 3     | 1     | 14    | 14,0  | 0     |
| 2011  | Сан-Диего Чарджерс  | 16   | 60    | 1106  | 18,4  | 9     | 3     | 51    | 17,0  | 0     |
| 2012  | Тампа-Бэй Бакканирс | 16   | 147   | 1384  | 19,2  | 8     | 0     | 0     | 0,0   | 0     |
| 2013  | Тампа-Бэй Бакканирс | 16   | 78    | 1224  | 15,7  | 7     | 1     | 0     | 0,0   | 0     |
| 2014  | Тампа-Бэй Бакканирс | 16   | 70    | 1002  | 14,3  | 2     | 0     | 0     | 0,0   | 0     |
| 2015  | Тампа-Бэй Бакканирс | 10   | 33    | 543   | 16,5  | 3     | 0     | 0     | 0,0   | 0     |
| 2016  | Тампа-Бэй Бакканирс | 5    | 15    | 173   | 11,5  | 0     | 0     | 0     | 0,0   | 0     |
| Всего | Всего               | 155  | 540   | 9080  | 16,8  | 57    | 15    | 161   | 10,7  | 0     |